# Peter John Milano

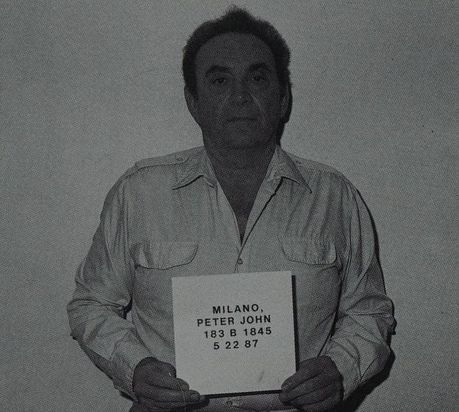
Ein FBI-Fahndungsfoto von Peter John Milano (1987)

Peter (John) Milano (* 22. Dezember 1925 in Cleveland, Ohio; † 21. April 2012) war ein italienisch-amerikanischer Mobster der amerikanischen Cosa Nostra und Boss der Dragna-Familie in Kalifornien.

## Leben

### Frühe Jahre
Milano wurde 1925 als Sohn von Anthony „Tony“ und Josephine Milano in Cleveland geboren. Bereits sein Vater war Mitglied der La Cosa Nostra und von 1930 bis zu seinem Tod in 1976 der Underboss der Cleveland Crime Family. Sein Onkel Frank „Ciccio“ Milano war bis zu seiner Flucht nach Mexiko vor der Steuerfahndung im Jahre 1935, fünf Jahre lang das offizielle Oberhaupt der Familie in Cleveland und hielt sogar Sitz in der Kommission des National Crime Syndicates. Peter selbst hatte 3 Brüder; Frank, John und Carmen Joseph.
In den späten 1930er bzw. frühen 1940er Jahren zog die Milano-Familie nach Beverly Hills. Nachdem er seinen Highschool-Abschluss in der Tasche hatte, wurde der junge Peter Milano Teil der Glücksspieloperationen von Kosher Nostra „Mickey“ Cohen, wechselte dann aber zur Los Angeles-Familie und wurde Vollmitglied in der La Cosa Nostra.

### Aufstieg
Er stieg in der Hierarchie auf und wurde ein Caporegime des Clans. Er stellte darüber hinaus die Verbindung zur Cleveland Crime Family dar, wo sein Vater und sein Onkel tätig waren – ebenfalls Interessen an der Westküste der Vereinigten Staaten verfolgten und deshalb eng mit Los Angeles zusammenarbeiteten.
Im März 1973 wurde Milano, zusammen mit sechs anderen, wegen illegalem Glücksspiel in Los Angeles angeklagt. Die Anklage scheiterte jedoch im Kern als der wichtigste Zeuge der Anklage: John Dubcek in Las Vegas ermordet wurde. Allerdings wurde er einige Monate später, zusammen mit elf weiteren Personen, u. a. wegen Verschwörung, erneut angeklagt und erhielt eine Haftstrafe von vier Jahren.
1981 wurdeN führende Mitglieder der Los Angeles-Familie, darunter auch Boss Dominic Brooklier, auf Grundlage des RICO-Act zu langjährigen Haftstrafen verurteilt. Milano rückte dadurch an die Spitze der Familie und agierte als „acting boss“ der inhaftierten Bosse. Als Brooklier 1984 starb, wurde er selbst offizielles Oberhaupt in Los Angeles und sein Bruder Carmen, bis dahin als Anwalt tätig, sein „Underboss“.
1988 wurde Milano erneut angeklagt und zu sechs Jahren Haft verurteilt. Weitere Angeklagte waren sein Bruder Carmen, Charles Caci, Vincent Caci, Stephan Cino, Albert Nunez und Rocco Zangari. Am 4. April 1991 wurde Milano auf Bewährung entlassen und konnte danach weitere Anklagen vermeiden, obwohl z. B. seine Verwicklung in die Ermordung von Herbert Blitzstein 1997 angenommen wurde.